# Alan Benítez
Alan Max Benítez Dominguez (Assunção, 25 de janeiro de 1994) é um futebolista paraguaio que atua como lateral-direito. Atualmente joga pelo Internacional.

## Carreira
Benítez iniciou a carreira no Libertad, do Paraguai, em 2013. Durante sua passagem pelo clube, foi emprestado ao Rubio Ñu em 2015 e, no início de 2016, ao Benfica B, equipe B do S.L. Benfica, em Portugal.
Em 2020, transferiu-se para o Olimpia e, em seguida, para o Cerro Porteño, onde jogou entre 2021 e 2022.
Em julho de 2022, Benítez assinou com o Minnesota United FC, da Major League Soccer. O vínculo foi encerrado em fevereiro de 2023, em comum acordo.
De volta ao Cerro Porteño, permaneceu no clube até meados de 2025.

### Internacional
Em junho de 2025, Benítez foi anunciado como reforço do Sport Club Internacional, assinando contrato até o final da temporada. A contratação ocorreu para suprir a lesão de Bruno Gomes, com a expectativa de que o paraguaio disputasse posição com Braian Aguirre na lateral-direita.

## Seleção Paraguaia
Benítez teve passagens pelas seleções de base do Paraguai. Em 2011, atuou pela equipe Sub-17, marcando um gol em seis jogos. Em 2015, defendeu a seleção Sub-23, com duas partidas disputadas. Pela seleção principal, estreou em 2017 e soma cinco partidas oficiais.

## Títulos
Libertad
- Campeonato Paraguaio: 2014 (Apertura e Clausura), 2017 (Apertura)[3]

Olimpia
- Campeonato Paraguaio: 2020 (Clausura)[3]

Cerro Porteño
- Campeonato Paraguaio: 2021 (Clausura)[3]